# Bildtafel der Verkehrszeichen in Belgien
Diese Bildtafel der Verkehrszeichen in Belgien beinhaltet die gegenwärtig in Belgien gültigen Verkehrszeichen.

## Allgemeine Gefahrzeichen

A1a: Kurve (links)
A1b: Kurve (rechts)
A1c: Doppelkurve (zunächst links)
A1d: Doppelkurve (zunächst rechts)
A3: Gefälle
A5: Steigung
A7a: Verengte Fahrbahn
A7b: Einseitig (rechts) verengte Fahrbahn
A7c: Einseitig (links) verengte Fahrbahn
A9: Bewegliche Brücke
A11: Ufer
A13: Unebene Fahrbahn
A14: Bremsschwelle
A15: Schleuder- oder Rutschgefahr
A17: Splitt, Schotter
A19: Steinschlag
A21: Fußgängerübergang
A23: Kinder
A25: Radfahrer
A27: Wildwechsel
A29: Viehtrieb
A31: Baustelle
A33: Lichtzeichenanlage
A35: Flugbetrieb
A37: Seitenwind
A39: Gegenverkehr
A41: Bahnübergang mit Schranken oder Halbschranken
A43: Unbeschrankter Bahnübergang
A45: Bahnübergang mit einem Gleis
A47: Bahnübergang mit zwei oder mehr Gleisen
A49: Straßenbahn (kreuzt)
A51: Gefahrenstelle

## Vorfahrtszeichen

B1: Vorfahrt gewähren!
B3: Vorfahrt gewähren! (in 200 m)
B5: Halt! Vorfahrt gewähren!
B7: Halt! Vorfahrt gewähren! (in 150 m)
B9: Vorfahrtstraße
B11: Ende der Vorfahrtstraße
B13: Ende der Vorfahrtstraße (in 250 m)
B15: Vorfahrt
B17: Kreuzung oder Einmündung mit Vorfahrt von rechts
B19: Vorrang des Gegenverkehrs
B21: Vorrang vor dem Gegenverkehr
B22: Fahrräder dürfen trotz Gelb- oder Rotlicht rechts abbiegen; Vorfahrt gewähren
B23: Fahrräder dürfen trotz Gelb- oder Rotlicht geradeaus weiterfahren; Vorfahrt gewähren

## Verbotszeichen

C1: Verbot der Einfahrt
C3: Verbot für Fahrzeuge aller Art
C5: Verbot für Kraftwagen und sonstige mehrspurige Kraftfahrzeuge
C6: Verbot für Quads
C7: Verbot für Krafträder
C9: Verbot für Mofas
C11: Verbot für Fahrräder
C13: Verbot für Tiergespanne
C15: Verbot für Reiter
C17: Verbot für Führer von Handkarren
C19: Verbot für Fußgänger
C21: Verbot für Fahrzeuge deren Gewicht die Angabe überschreitet
C22: Verbot für Kraftomnibusse
C23: Verbot für Lastkraftwagen
C24a: Verbot für kennzeichnungspflichtige Kraftfahrzeuge mit gefährlichen Gütern
C24b: Verbot für nicht kennzeichnungspflichtige Kraftfahrzeuge mit gefährlichen Gütern
C24c: Verbot für Fahrzeuge mit wassergefährdender Ladung
C25: Verbot für Fahrzeuge deren Länge die Angabe überschreitet
C27: Verbot für Fahrzeuge deren Breite die Angabe überschreitet
C29: Verbot für Fahrzeuge deren Höhe die Angabe überschreitet
C31: Abbiegen nach rechts verboten
C31: Abbiegen nach links verboten
C33: Wenden verboten
C35: Überholverbot für Kraftfahrzeuge aller Art
C37: Ende des Überholverbots für Kraftfahrzeuge aller Art
C39: Überholverbot für Lastkraftwagen
C41: Ende des Überholverbots für Lastkraftwagen
C43: Zulässige Höchstgeschwindigkeit
C45: Ende der zulässigen Höchstgeschwindigkeit
C46: Ende sämtlicher Streckenverbote
C47: Mautstelle

## Gebotszeichen

D1: vorgeschriebene Fahrtrichtung – links
D1: vorgeschriebene Fahrtrichtung – links
D1: vorgeschriebene Fahrtrichtung – geradeaus
D3: vorgeschriebene Fahrtrichtung – geradeaus oder rechts
D4: vorgeschriebene Fahrtrichtung – Gefahrguttransporte
D5: Kreisverkehr
D7: Radweg
D9: Geh-, Rad- und Mofaweg
D10: Geh- und Radweg
D11: Gehweg
D13: Reitweg

## Parkzeichen

E1: Eingeschränktes Haltverbot
E3: Absolutes Haltverbot
E9a: Parken
E0a: Zusatzzeichen Beginn einer Verkehrsregelung
E0b: Zusatzzeichen Ende einer Verkehrsregelung
E0c: Zusatzzeichen Verkehrsregelung während … m
E0d: Zusatzzeichen Verkehrsregelung in beide Richtungen
Zusatzzeichen: Nur Schwerbehinderte

## Hinweiszeichen
Verkehrshinweise

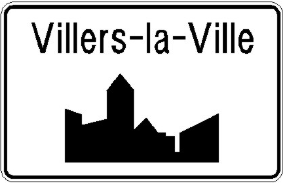
F1a: Ortseingangsschild
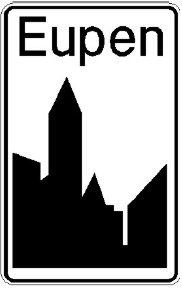
F1a: Ortseingangsschild (hochkant)
F1b: Allgemeines Ortseingangsschild
F1b: Allgemeines Ortseingangsschild (hochkant)
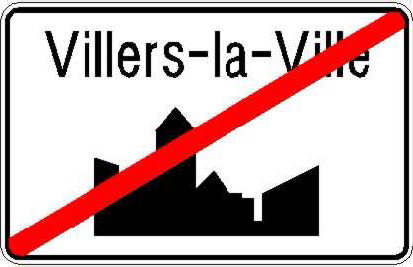
F3a: Ortsausgangsschild
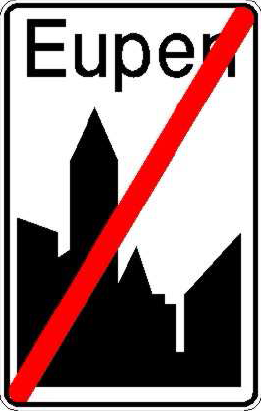
F3a: Ortsausgangsschild (hochkant)
F3b: Allgemeines Ortsausgangsschild
F3b: Allgemeines Ortsausgangsschild  (hochkant)
F4a: Beginn einer Tempo-30-Zone
F4b: Ende einer Tempo-30-Zone
F5: Autobahn
F7: Ende der Autobahn
F8: Tunnel
F9: Kraftfahrstraße
F11: Ende der Kraftfahrstraße
F12a: Beginn eines verkehrsberuhigten Bereichs
F12b: Ende eines verkehrsberuhigten Bereichs
F13: Einordnen
F14: Spezielle Zone für Radfahrer
F15: Über der Autobahn befestigte Ankündigung
F17: Bussonderfahrstreifen
F18: Straßenbahn- und Bussonderfahrstreifen
F19: Einbahnstraße
F21: Beide Richtungen
F23a: Nummernschild für Nationalstraßen
F23b: Nummernschild für Autobahnen
F23c: Nummernschild für Europastraßen
F23d: Nummernschild für Ringstraßen
F25: Vorwegweiser auf Nationalstraßen
F27: Wegweisertafel auf Nationalstraßen
F29: Wegweiser auf Nationalstraßen
F31: Wegweiser zur Autobahn
F33a: Wegweiser zur Ringstraße
F33b: Wegweiser zu einem Fluss
F33c: Touristischer Hinweis (auf Freizeit-, Kultur und andern Stätten)
F34a: Wegweiser zu innerörtlichen Zielen und zu Einrichtungen
F34b1: Spezielle Strecke (in dem Fall für Radfahrer)
F34b2: Verlauf der speziellen Strecke (in dem Fall für Radfahrer)
F34c1: Touristischer Hinweis (auf Freizeit-, Kultur- und andern Stätten)
F34c2: Touristischer Hinweis (auf Freizeit-, Kultur- und andern Stätten)
F35: Touristischer Wegweiser (auf Freizeit-, Kultur- und andern Stätten)
F37: Wegweiser (für Restaurants, Campingplätze, Hotel oder Motels)
F39: Vorwegweiser auf sonstigen Straßen
F41: Wegweiser auf sonstigen Straßen
F43: Ortshinweistafel
F45: Sackgasse
F45b: Durchlässige Sackgasse für Fußgänger und Radfahrer
F47: Ende der Baustelle
F49: Fußgängerübergang
F50: Radweg (auch für Mofas)
F50bis: Zusatzzeichen (B0) Radfahrer fahren gleichen Weg
F51: Fußgängerunter- oder -überführung
F52: Notausgang im Tunnel
F52bis: Fluchtweg
F55: Krankenhaus
F56: Feuerlöscher
F57: Hinweistafel Fluss
F59: Ankündigung eines Parkplatzes
F60: Parkhaus
F61: Telefon
F62: Notruftelefon
F63: Tankstelle
F65: Hotel
F67: Restaurant
F69: Café
F71: Zeltplatz
F73: Wohnwagenplatz  Wegweisungen
F75: Jugendherberge
F77: Informationsstelle
F79: Einengungstafel
F81: Ausweichtafel
F83: Überleitungstafel
F85: Verkehr in beide Richtungen
F87: Bremsschwelle
F89: Zulässige Höchstgeschwindigkeit auf verschiedenen Fahrspuren (in 1500 m)
F91: Zulässige Höchstgeschwindigkeit auf verschiedenen Fahrspuren
F93: Radio Verkehrsinfo
F95: Notfallspur
F97: Einengungstafel
F98: Nothalte- und Pannenbucht
F99a: Spezieller Weg für: Fußgänger, Radfahrer und Reiter
F99b: Getrennter Geh- und Radweg
F99c: Spezieller Weg für: Fußgänger, Radfahrer, Reiter und Landwirtschaftliche Fahrzeuge
F101a: Ende des Weges für Fußgänger, Radfahrer und Reiter
F101b: Ende des getrennten Geh- und Radweges
F101c: Ende des Weges für: Fußgänger, Radfahrer, Reiter und Landwirtschaftliche Fahrzeuge
F103: Beginn eines Fußgängerbereichs
F105: Ende eines Fußgängerbereichs
F111: Fahrradstraße
F117: Beginn einer Umweltzone.
F118: Ende einer Umweltzone.
F119: Beginn einer Flughafenzone.
F120: Ende einer Flughafenzone.
Hinweistafel der Geschwindigkeitsbegrenzungen bei Grenzübertritt

## Zusatzzeichen

M1: Nur Radfahrer
M2: Ausgenommen Radfahrer
M3: Ausgenommen Radfahrer und Mofas Klasse A
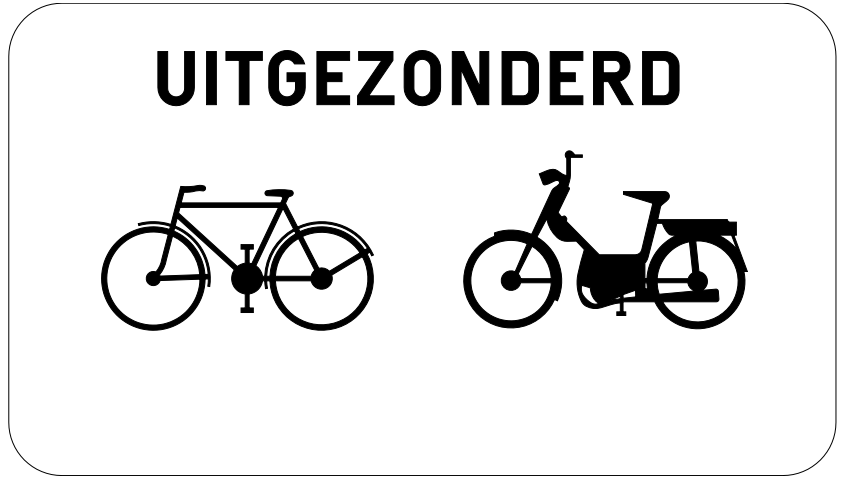
M3bis: Ausgenommen Radfahrer und Mofas
M4: Radfahrer im Gegenverkehr
M5: Radfahrer und Mofas Klasse A im Gegenverkehr
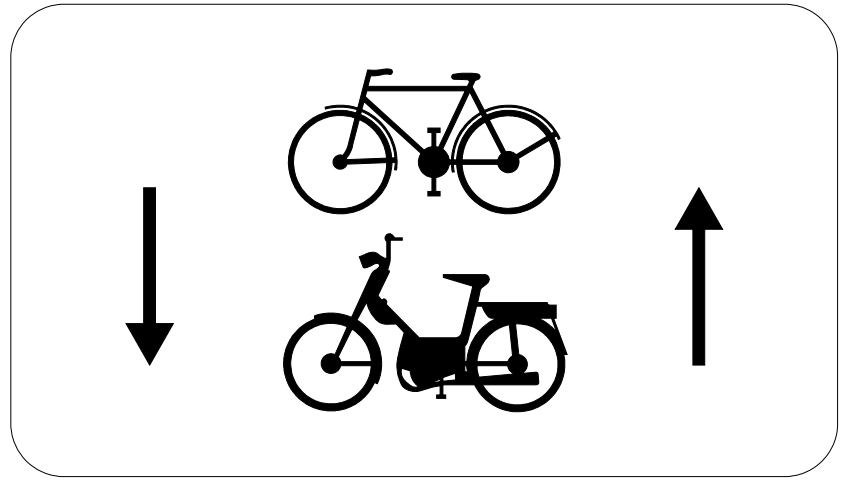
M5bis: Radfahrer und Mofas im Gegenverkehr
M6: Mofas Klasse B verpflichtend
M7: Verbot für Mofas Klasse B
M8: Nur Radfahrer und Mofas
M9: Radverkehr von links und rechts
M10: Radverkehr und Mofas von links und rechts
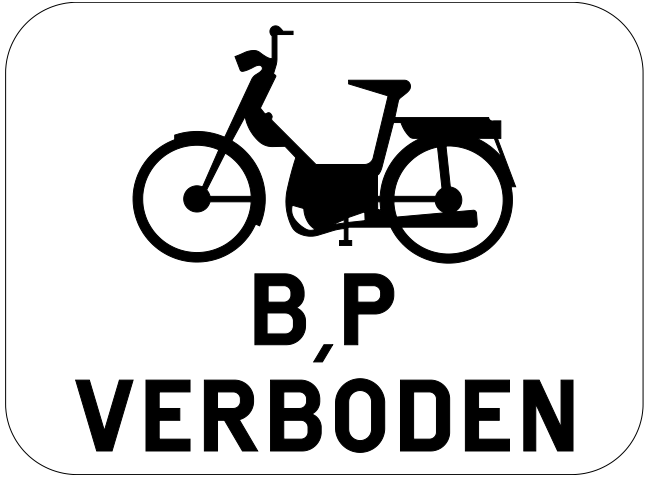
M16: Verbot für Mofas Klasse B und P (Speed-Pedelecs)
GXI: Ausfahrt

## Sinnbilder

S1: Flughafen
S2: Messe- oder Ausstellungshallen
S3: Hafen
S4: Autofähre
S5: Industriegebiet
S10: Polizeidienststelle
S11: Feuerwehr
S12: Katastrophenschutz
S13: Friedhof
S14: Busbahnhof
S15: Bahnhof
S16: Güterbahnhof
S17: Rathaus
S18: Gottesdienst-Gebäude (z. B. Kirche)
S19: Gerichtsgebäude
S20: Autoreisezug
S21: Postamt
S30: Sportstätte (z. B. Halle, Sportplatz)
S31: Schloss
S32: Ruine
S33: Abtei, Kloster
S34: Kulturelles Park, Erholungspark oder Freizeitpark
S35: Wichtiges Kultur- oder Naturdenkmal, das auf spezifische Weise abgebildet wird (hier beispielhaft: Atomium)
S36: Park